# Stuart McInally
Stuart McInally (Edimburgo, 9 agosto 1990) è un rugbista a 15 britannico, internazionale per la Scozia, che gioca nel ruolo di tallonatore con l'Edimburgo nel Pro14.

## Biografia
Già reduce dai Campionati mondiali giovanili 2009 disputati con la nazionale scozzese under-20 in Giappone, l'anno successivo McInally debuttò nel Pro12 con l'Edimburgo. Ricoprì inizialmente il ruolo di terza linea fino al 2013, anno in cui iniziò a specializzarsi nel ruolo di tallonatore spendendo la stagione seguente in prestito al Bristol.
Il 22 agosto 2015 esordì con la Scozia affrontando l'Italia a Torino. Il C.T. Vern Cotter lo convocò per disputare la Coppa del Mondo di rugby 2015, non riuscendo però a giocare in nessuna partita del torneo.